# Щуче (Казахстан)
Щу́че (каз. Щучье) — село у складі Мамлютського району Північноказахстанської області Казахстану. Входить до складу Білівського сільського округу.
Населення — 130 осіб (2021; 171 у 2009, 292 у 1999, 311 у 1989).
Національний склад станом на 1989 рік:
- росіяни — 75 %.